# 1783 год в музыке

## События
- 23 августа — Мария Анна Моцарт выходит замуж за Иосифа Баптиста Франца фон Берхтольда.
- 24 сентября — оперой Джованни Паизиелло «Лунный мир» открывается Большой (Каменный) театр, первое постоянное в Санкт-Петербурге, крупнейшее в России и одно из крупнейших театральных зданий в Европе XVIII — первой половины XIX века.[1]
- В Праге построено здание Сословного театра, ныне одна из сцен Национального театра.
- Джон Бродвуд[англ.] патентует в Англии педаль для фортепиано.

## Публикации
- Опубликованы песни Роберта Бёрнса I had a horse, I had nae mair, The Rigs o' Barley и другие.

## Классическая музыка
- Людвиг ван Бетховен — Три сонаты для фортепиано, WoO 47[англ.] («Kurfuerstensonaten»)
- Карл Диттерс фон Диттерсдорф — шесть симфоний по «Метаморфозам Овидия»
- Йозеф Гайдн — концерты для виолончели № 2[англ.] и для фортепиано № 11[англ.]
- Михаэль Гайдн — симфонии № 25 соль мажор[англ.] № 26 ми-бемоль мажор[англ.]
- Вольфганг Амадей Моцарт — Большая месса до минор[англ.], симфонии № 36 до мажор и № 37 соль мажор
- Джованни Баттиста Виотти — Концерт для фортепиано № 7 соль мажор
- Сэмюэл Уэсли[англ.] — Magnificat

## Опера
| - Василий Пашкевич — «Тунисский паша» - Паскуале Анфосси — «Поддельные больные» - Винченцо Фабрици — «Три горбуна-соперника» - Уильям Шилд — «Бедный солдат» - Франческо Бьянки — «Похищенная крестьянка» - Никола Жан Лефруа де Меро — «Александр в Индии» - Никколо Пиччинни — «Дидона» - Луиджи Керубини — «Обручённый с тремя и не женатый ни на одной» - Джузеппе Курчо — «Ниттети» - Доменико Чимароза - «Два барона из Рокка Адзурра» - «Похищенная крестьянка» - «Орест» - «Цирцея» | - Андре Гретри - «Талия в новом театре» - «Караван из Каира» - Антонио Саккини - «Химена, или Сид» - «Рено» - Вольфганг Амадей Моцарт - «Каирский гусь» - «Обманутый жених» - Феличе Алессандри - «Артаксеркс» - «Демофонт» |

## Родились
- 12 января — Эрик Густав Гейер, шведский историк, поэт, публицист, композитор и педагог (умер в 1847).
- 20 января — Юстус Иоганн Фридрих Дотцауэр, немецкий виолончелист, композитор и музыкальный педагог (умер в 1860).
- 26 января — Хельмина фон Шези, немецкая журналистка, поэтесса и либреттист (умерла в 1856).
- 15 февраля — Иоганн Непомук фон Пойсль[нем.], немецкий композитор и интендант (умер в 1865).
- 8 марта — Готфрид Вильгельм Финк, немецкий композитор, музыковед, поэт и протестантский священник (умер в 1846).
- 26 марта — Иоганн Баптист Вайгль, немецкий композитор (умер в 1852).[2]
- 1 мая — Фиби Хинсдейл Браун[англ.], первая известная американская женщина-сочинительница гимнов (ум. в 1861).
- 10 мая — Никола Бенвенути[нем.], итальянский органист и композитор (умер в 1867).
- 22 мая — Томас Форбс Уолмисли[англ.], английский органист, композитор церковной музыки и гли (умер в 1866).
- 29 июня — Август Александр Кленгель, немецкий пианист, органист и композитор, сын художника Иоганна Христиана Кленгеля (умер в 1852).
- 13 октября — Францишек Солтык пол. Franciszek Soltyk, польский композитор (умер в 1865).[3]
- 14 декабря — Иоганн Кристоф Кинлен, немецкий композитор (умер в 1829).[4]
- 28 декабря — Венцель Роберт фон Галленберг, австрийский композитор и дирижёр (умер в 1839).

## Умерли
- 5 января — Фридрих Вильгельм Ридт[нем.], немецкий флейтист, композитор и музыкальный теоретик (род. в 1710).
- 14 января — Джакоббе Черветто, итальянский виолончелист и композитор (род. в 1682).[5]
- 31 января — Каффарелли, итальянский оперный певец-кастрат (меццо-сопрано) (род. в 1710).
- 10 февраля — Джеймс Нэрс[англ.], английский композитор (род. в 1715).
- 23 марта — Гаспар Фриц[нем.], швейцарский скрипач и композитор (род. в 1716).
- 7 апреля — Игнац Якоб Хольцбауэр, австрийский композитор и дирижёр (род. в 1711).
- 27 июля — Иоганн Филипп Кирнбергер, немецкий скрипач, теоретик музыки, композитор и педагог (род. в 1721).
- 3 ноября — Шарль Колле, французский поэт-песенник и драматург (род. в 1709).
- 20 декабря — Антонио Солер, испанский клавесинист и органист, композитор и музыковед позднего барокко и раннего классицизма (род. в 1729).
- 23 декабря — Иоганн Адольф Хассе, немецкий певец, композитор и музыкальный педагог эпохи барокко и классицизма (род. в 1699).
- дата неизвестна — Лукреция Агуяри, итальянская певица-сопрано (род. в 1743/1746).